# Руен
Вижте пояснителната страница за други значения на Руен.
Руен е най-високият връх (2251 m) в Осоговската планина, на границата на България със Северна Македония.

## Местоположение
Намира се в територията на област Кюстендил, България и община Крива паланка, Северна Македония.

## Туризъм
- Връх Руен е и сред Стоте национални туристически обекта на Българския туристически съюз.
- Връх Руен е включен в инициативата на БТС „Покорител на 10-те планински първенци“.
- Печат на „100 национални туристически обекта“ и на „Покорител на 10-те планински първенци“ в хижа „Осогово“ и в хотел „Трите буки“.

## Маршрути
Основни изходни пунктове за изкачването на връх Руен са хижа „Осогово“, местността Три Буки и село Гюешево. Преходите от хижа „Осогово“ и местност Три буки почти изцяло споделят един и същ маршрут.

### „Три буки“ – Руен
Основен изходен пункт за изкачването на връх Руен е местността Три буки, която се намира на малко повече от километър след хижа „Осогово“. Дължината на маршрута е около 12,5 km. По него има три водоизточника, преходът е лек и върви почти през цялото време на открито по широк черен път. За посещение на върха се изисква разрешение от Гранична полиция, тъй като се намира на границата със Северна Македония.
Началото на маркираната в червено пътека е зад една чешма край обръщалото в местността. Първоначално се тръгва през гората, но скоро пътят излиза от нея и се озовава на кръстопът, на който има паметник. Оттук се поема няляво, а в далечината се виждат най-високите части на Осоговска планина, зад които е и връх Руен. Пътят се следва лесно. По средата на прехода се стига до заслон „Превала“, който се намира на един разклон, където трябва да се завие наляво. Малко след него се намира и третата, последна чешма по маршрута.
Още малко по-късно започва и зимната колова маркировка. Оттук до върха има два почти идентични варианта, в зависимост от сезона. Разликата между тях е, че зимния маршрут преминава през всички върхове до края (Църни камък, Шапка, Мали Руен), докато летния маршрут върви по черния път.
Особеност за летния маршрут е, че малко след разрушения заслон „Шапка“ (под връх Шапка), се излиза от пътя вдясно, преминава се през широко пасище, докато отново се излезе на главния път. Той се следва до самия връх Руен.

## Транспорт
Автобусната линия Кюстендил – Чеканец – Сажденик е закрита. Линията Кюстендил – Трите буки е възстановена, като курсове по нея ще се извършват само в събота.

## Други
На Руен е наречена улица в квартал „Стрелбище“ в София (Карта).

## Галерия
- Хижа „Осогово“